# Kronprins Frederik Bjerge
Kronprins Frederik Bjerge är en nunatak i Grönland (Kungariket Danmark).   Den ligger i kommunen Sermersooq, i den södra delen av Grönland, 800 km öster om huvudstaden Nuuk. Toppen på Kronprins Frederik Bjerge är 3 256 meter över havet.
Terrängen runt Kronprins Frederik Bjerge är huvudsakligen kuperad.  Trakten runt Kronprins Frederik Bjerge är nära nog obefolkad, med mindre än två invånare per kvadratkilometer. Det finns inga samhällen i närheten. Trakten runt Kronprins Frederik Bjerge är permanent täckt av is och snö.